# Ionizzatore
Lo ionizzatore è un dispositivo che applica alta tensione a uno o più aghi che fungono da emettitori, per caricare elettricamente (ionizzare) le molecole dei gas che costituiscono l'aria. Il capo opposto della tensione è collegato a terra.
La maggior parte degli ionizzatori in commercio è progettata per produrre ioni negativi (anioni), ma è anche possibile produrre ioni positivi (cationi). Nel primo caso, gli emettitori prelevano elettroni da terra e li trasferiscono alle molecole dell'aria circostante; nel secondo caso sottraggono elettroni dalle molecole dell'aria e li scaricano a terra. In entrambi i casi, le molecole acquisiscono una carica dello stesso segno di quella presente sugli emettitori e ne sono quindi respinte. Questo è verificabile ponendo una mano a pochi centimetri di distanza da uno ionizzatore si può avvertire un flusso d'aria provenire dagli aghi emettitori. Si tratta di un flusso d'aria dovuto alle molecole caricate elettricamente (ioni) che, per il fenomeno della repulsione elettrostatica Coulombiana, si allontanano dagli aghi (la cui carica ha lo stesso segno) producendo una sorta di leggera brezza.